# Marsilea trichopus
Marsilea trichopus là một loài dương xỉ trong họ Marsileaceae. Loài này được Sadeb. mô tả khoa học đầu tiên năm 1900.
Danh pháp khoa học của loài này chưa được làm sáng tỏ. 